# Paul Lambert (voetballer)
Paul Christoph Lambert (Glasgow, 7 augustus 1969) is een Schots voetbalcoach en voormalig voetballer.
Lambert was als speler van 1986 tot en met 2006 actief voor achtereenvolgens St. Mirren, Motherwell, Borussia Dortmund, Celtic en Livingston FC. Ook speelde hij van 1995 tot en met 2003 veertig interlands voor het Schots voetbalelftal, waarin hij eenmaal scoorde.
Voor zijn aanstelling bij Blackburn Rovers was hij gedurende 2,5 jaar manager van Aston Villa, waar hij op 11 februari 2015 werd ontslagen. De club stond op dat moment achttiende in de Premier League. Hij werd opgevolgd door zijn landgenoot en ad-interim Scott Marshall. In november 2015 tekende Lambert een contract voor 2,5 jaar bij Blackburn Rovers, op dat moment uitkomend in de Championship, het tweede voetbalniveau van Engeland. Hier stapte hij, na onderling overleg met het bestuur, in mei 2016 op. Hij werd opgevolgd door de Ier Owen Coyle.
In januari 2018 volgde Lambert de  ontslagen Mark Hughes op bij Stoke City. De Schot slaagde er ook niet in Stoke voor de Premier League te behouden. Stoke eindigde op de voorlaatste plaats in de eindrangschikking, waardoor degradatie naar de Football League Championship een feit was. Na de degradatie van Stoke nam de club afscheid van trainer Lambert.

## Erelijst
Borussia Dortmund
- UEFA Champions League

1996/97
1 Leighton ·
2 McNamara ·
3 Boyd ·
4 Calderwood ·
5 Hendry  ·
6 T. McKinlay ·
7 Gallacher ·
8 Burley ·
9 Durie ·
10 Jackson ·
11 Collins ·
12 Sullivan ·
13 Donnelly ·
14 Lambert ·
15 Gemmill ·
16 Weir ·
17 B. McKinlay ·
18 Elliott ·
19 Whyte ·
20 Booth ·
21 Gould ·
22 Dailly ·
Coach: Brown